# Anne Suzuki
Pour les articles homonymes, voir Suzuki (homonymie).
Anne Suzuki (鈴木杏, Suzuki An) est une actrice japonaise, née le 27 avril 1987 à Tokyo. Elle se fait remarquer dans le film japonais Returner en 2002, puis a joué notamment dans Moon Child (2003) aux côtés de Gackt et Hyde, et dans Initial D (2004).

## Filmographie

### Cinéma
- 1999 : La neige tombait sur les cèdres (Snow Falling on Cedars) de Scott Hicks : Hatsue, jeune
- 2000 : Juvenile
- 2001 : Pocket Monster
- 2002 : Returner : Milly
- 2002 : Going Through A Labyrinth
- 2003 : The Blue Light
- 2003 : 9 Souls
- 2003 : Moon Child
- 2004 : Seven Souls in the Skull Castle : Sagiri
- 2004 : Hana and Alice : Hana Arai
- 2004 : Steamboy : voix de Ray Steam
- 2005 : Initial D : Natsuki Mogi
- 2005 : Hanging Garden
- 2007 : Kantoku Banzai
- 2007 : Tsubaki Sanjûrô
- 2011 : Himizu (ヒミズ) de Sion Sono
- 2012 : Helter Skelter
- 2015 : Hana et Alice mènent l'enquête (花とアリス殺人事件, Hana to Arisu satsujin jiken?) de Shunji Iwai : Hana Arai (voix)
- 2018 : Asu ni kakeru hashi 1989 nen no omoide (明日にかける橋 1989年の想い出?) de Takafumi Ōta (ja)

### Dramas
- 1996 : Kindaichi Shonen no Jikenbo 2 (NTV)
- 1997 : Gift (Fuji TV)
- 1997 : Aoi Tori (TBS)
- 1998 : Akimahende! (TBS)
- 1999 : Yonigeya honpo (NTV)
- 2000 : Rokubanme no Sayoko (NHK)
- 2001 : Kamisama no itazura (Fuji TV)
- 2001 : Kindaichi Shonen no Jikenbo 3 (NTV)
- 2002 : Akahige (TBS)
- 2003 : Stand Up!! (TBS)
- 2005 : Yonimo Kimyona Monogatari Chikuri netto (Fuji TV)
- 2005 : Ganbatte Ikimasshoi (KTV)
- 2005 : Start Line (Fuji TV)
- 2008 : Room of King (Fuji TV)
- 2009 : Harukanaru Kizuna (NHK)
- 2009 : Haken no Oscar (NHK)

## Distinctions
- Révélation de l'année pour Returner, lors des Japan Academy Prize en 2003[1]